# ساموئل دال
ساموئل دال (انگلیسی: Samuel Dahl؛ زادهٔ ۴ مارس ۲۰۰۳) بازیکن فوتبال اهل سوئد است.
از باشگاه‌هایی که در آن بازی کرده است می‌توان به باشگاه ورزشی اوربرو و باشگاه فوتبال دیورگاردن اشاره کرد.
وی همچنین در تیم‌های ملی فوتبال زیر ۱۷ سال سوئد، زیر ۱۹ سال سوئد، زیر ۲۱ سال سوئد، و سوئد بازی کرده است.